# هایک گئورگیان
هایک گئورگیان (ارمنی: Հայկ Գևորգյան؛ زادهٔ ۲۵ نوامبر ۱۹۶۷) یک روزنامه‌نگار و سیاستمدار اهل ارمنستان است که از تاریخ ۲۰۱۹ تا تاریخ ۲۰۲۱ سمت نمایندگی دوره هفتم مجلس ملی جمهوری ارمنستان را برعهده داشت.

## زندگی‌نامه
در ۲۵ نوامبر ۱۹۶۷ در ایروان به دنیا آمد و از دانشگاه پلی‌تکنیک ارمنستان فارغ‌التحصیل شد. 